# 불가사리 4
《불가사리 4》(영어: Tremors 4: The Legend Begins)는 미국에서 제작된 S. S. 윌슨 감독의 2004년 공포 서부 비디오 영화이다. 전작인 《불가사리》(1990), 《불가사리 2》(1995), 《불가사리 3》(2001)의 프리퀄이며, 전작 세 편에서 버트 거머 역을 맡아온 마이클 그로스가 버트 거머의 증조 할아버지 하이럼 거머 역으로 출연하였다. 낸시 로버츠 등이 제작에 참여하였다.
11년 후인 2015년에 출시된 《불가사리 5》에서 다시 버트 거머 이야기로 돌아간다.

## 출연
- 마이클 그로스 - 하이럼 거머 역
- 세라 보츠퍼드 - 크리스틴 로드 역
- 빌리 드라고 - 블랙 핸드 켈리 역
- 브렌트 롬 - 완 파디야 역
- 오거스트 셸런버그 - 테코파 역
- J. E. 프리먼 - 올드 프레드 역

## 기타 제작진
- 라인 제작: 존 카이퍼
- 협력 제작: 린다 드레이크
- 의상: 제니퍼 L. 파슨스